# Miguel Ángel Rodríguez Echeverría
Miguel Ángel Rodríguez Echeverría (San José, 8 de janeiro de 1940) é um político, advogado, professor de economia foi presidente da Costa Rica entre 1998 e 2002.
Como Presidente se concentrou em melhorar o crescimento econômico, baixar a inflação e ampliar o comércio.
Defensor dos direitos humanos, criou o Ministério para a Condição da Mulher e promoveu a Lei de Paternidade Responsável para garantir o direito de filhos nascidos fora do casamento a terem o sobrenome e assistência de seus pais.
Durante seu governo, a economia costarriquenha cresceu num ritmo importante, mantendo ao mesmo tempo a estabilidade cambial e os preços. Em 27 de Abril de 2011 foi sentenciado a 5 anos de prisão por corrupção.